# 钱保功
钱保功（1916年3月18日—1992年3月17日），男，江苏江阴人，中国高分子科学家。曾任中国科学院长春应用化学研究所研究员、副所长，武汉分院研究员、院长，兼任湖北化学研究所所长。

## 生平
1940年毕业于武汉大学化学系。1949年获美国纽约布鲁克林理工学院硕士学位。1980年当选为中国科学院学部委员（院士）。